# Celloconcert (Lindberg)
Magnus Lindberg voltooide zijn Celloconcert (nr. 1) in 1999.
Lindberg componeerde eerder werken voor de cello, maar dit was het eerste werk waarbij hij een symfonieorkest als “begeleider” inschakelde. Lindberg sloot daarbij geen compromissen; zijn eerste werk voor cello solo kan alleen maar door minimaal twee cellisten gespeeld worden; het is (nog) technisch niet mogelijk het werk door één cellist uit te voeren. Zijn eerste celloconcert was bedoeld voor Mstislav Rostropovitsj en het Orchestre de Paris, maar voor de beoogde eerste uitvoering schreef hij het voor de Finse cellist Anssi Karttunen. De eerste uitvoering vond wel plaats in Parijs, de combinatie op 6 mei 1999 was Anssi Karttunen (cello), Esa-Pekka Salonen (dirigent), Orchestre de Paris. Karttunen nam het concert mee en speelde het over de gehele wereld. Voor Nederland was de eer voor het Rotterdams Philharmonisch Orkest met dirigente Susanna Mälkki.

## Muziek
Voor een concert uit 1999 kan men niet verwachten dat het geschreven is in de traditionele concertostijl. Het werk is geschreven in een vijfdelige opzet, maar alles is doorgecomponeerd (zonder pauzes). De componist ziet liever niet de cello tegen het orkest afgezet en daarom kwam hij met een compositie waarbij hij de solist constant laat spelen tegen een wisselende achter- dan wel voorgrond van het orkest. De solist is af en toe ook daadwerkelijk solist, maar wordt af en toe ook ondergedompeld in het orkest.
Het concert begint met een opening door de solist, vanaf dan bestaat het werk voornamelijk uit dynamiek. Een melodielijn, vast ritme en vaste maatvoering is er niet. De muziek slingert als het ware heen en weer tussen ragfijne muziek en muziek in blokken. Daarbij volgt het orkest eigenlijk de solist. De solist fluistert, haalt uit en fluistert weer. Halverwege volgt een eerste cadens; die wel teruggrijpt op de klassieke stijl; virtuositeit is troef, maar ingebouwde stilten dan wel bijnastilten zijn net zo belangrijk. Vervolgens keert het werk terug naar de situatie voor de cadens en is het een komen en gaan van klankschakeringen totdat solist en orkest zich storten in een laag akkoord. Vanaf dat moment verandert de stemming van het concert. Voor Lindbergs doen is er sprake van een melodie, een haast romantieke klankvoering met legatolijnen. Dit houdt de componist vast tot bijna het eind. Het orkest sterft weg, de solist blijft achter. Vervolgens sterft deze weg met steeds hesere noten. Typerend voor Lindberg: de laatste toon wordt in een sterk crescendo gespeeld; alsof het slot van het concert naar de luisteraar toe komt.

### Orkestratie
- 2 dwarsfluiten waarvan nr. 2 ook piccolo, 2 hobo’s,1 althobo, 2 klarinetten , 1 basklarinet, 2 fagotten waarvan nr. 2 ook contrafagot;
- 2 hoorns, 2 trompetten, 2 trombones, 1 tuba’s;
- pauken
  - percussie I : vibrafoon, crotales, triangel, bekkens, tempelblokken, grote trom, bongo’s en gong
  - percussie II: marimba, glockenspiel, mark tree, bekkens, grote tamtam, 4 tom-toms, 2 woodblocks, Thaise gong (stemming Fis),
- harp, celesta
- 8 eerste violen, 8 tweede violen, 6 altviolen, 4 celli, 4 contrabassen.

## Discografie
- Uitgave Sony BMG: Philharmonia Orchestra o.l.v. Salonen in een opnamen van november 2001 (uit de handel genomen).